# Sodrygget våge
Sodrygget våge (latin: Pseudastur occidentalis) er en høgefugl, der lever i det sydvestlige Ecuador. Den lever i tørre løvfældende og i fugtige stedsegrønne skove, der ligger i tropiske og subtropiske områder. Dens levesteder er truet af afskovning.